# Brenztopf
Koordinaten: 48° 44′ 14,9″ N, 10° 6′ 46,7″ O
Der Brenztopf, auch Brenzursprung genannt, ist eine große Karstquelle in Königsbronn im Landkreis Heidenheim auf der östlichen Schwäbischen Alb in Baden-Württemberg. Das abfließende Wasser bildet den Donauzufluss Brenz.

## Geographie
Der Brenztopf befindet sich leicht erreichbar an einer Felswand im südlichen Teil des Hauptortes der Gemeinde Königsbronn. Er liegt auf etwa 500 m ü. NN am Fuße des Herwartsteines, eines der drei Hausfelsen,  unmittelbar neben dem Rathaus in der Nähe des Bahnhofes. Der Brenztopf ist Start- und Endpunkt der Königsbronner Route des Karstquellenweges.

## Daten

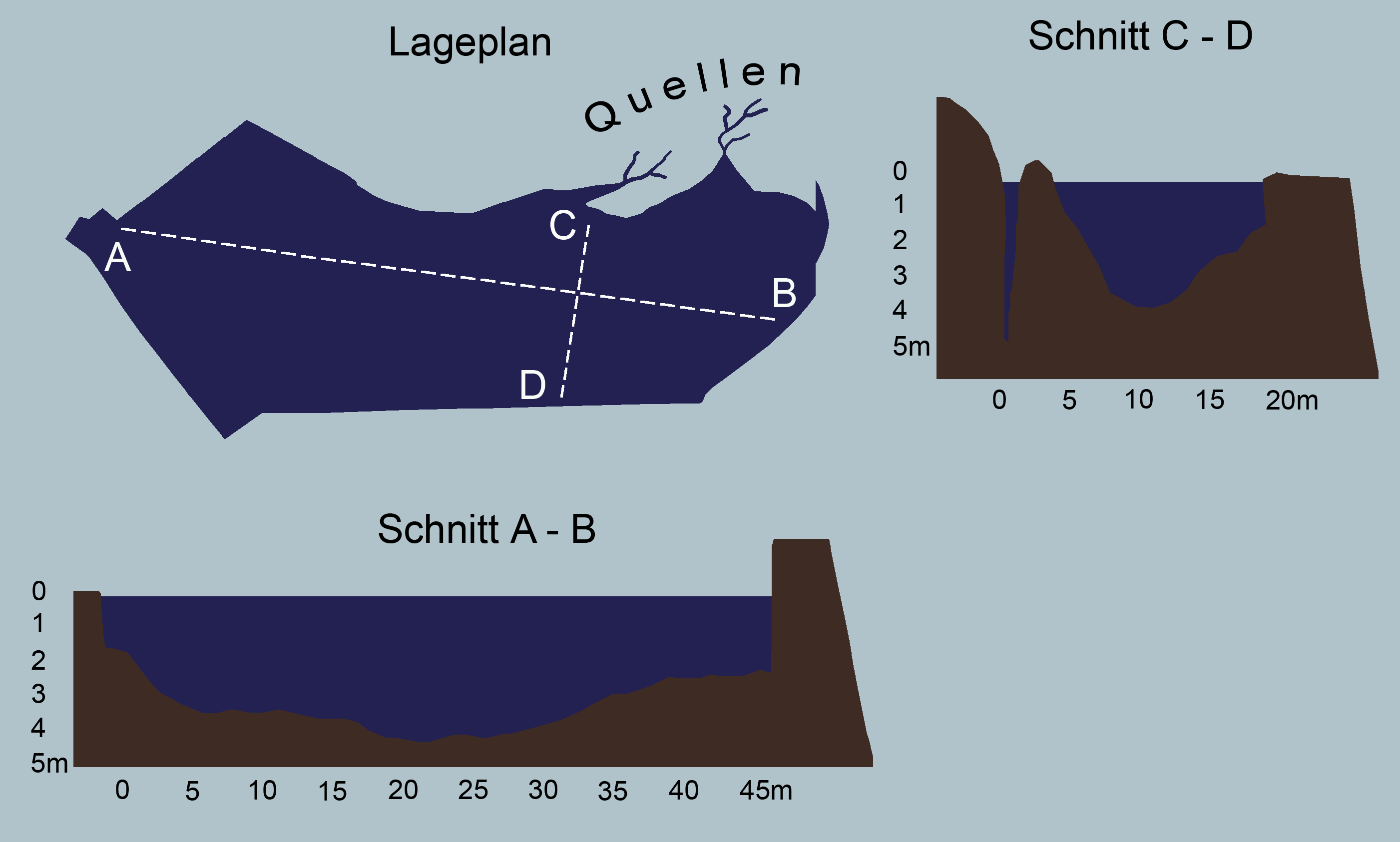
Lageplan, Quer- und Längsschnitt des Brenztopfes

Die Schüttung der Karstquelle schwankt zwischen 230 und über 20.000 Liter pro Sekunde (im Durchschnitt 1270 l/s) und sie ist damit eine der stärksten Quellen Deutschlands. Der Quelltopf ist bis zu 4,3 Meter tief. Das Einzugsgebiet umfasst Teile des nördlichen Albuchs und reicht bis nach Irmannsweiler, Bartholomä, Amalienhof und Zang. Der Brenztopf wird von Karstwasser der tieferen Albschichten gespeist. Das Quellwasser hat einen pH-Wert von 6,9 und eine gleich bleibende Temperatur von 7 °C.

## Beschreibung
Das Quellwasser steigt aus einer Öffnung in mehreren Metern Tiefe empor. Der Zufluss des Wassers zur Quelle erfolgt durch unterirdische Klüfte, Spalten und Hohlräume im Karstgebirge. Die Brenzquelle ist schon seit Jahrhunderten mit einem Stauwehr versehen. Die Wasserkraft wurde zum Betrieb eines Eisenhammerwerks genutzt und wird seit dem Jahr 1890 zur Stromerzeugung, heutzutage durch eine Kaplan-Turbine, verwendet. Der Bereich an der Quelle und hinter der Hammerschmiede wurde 2010 neu gestaltet.

## Flora
Im Quelltopf sind zum Großteil Hippuris vulgaris, sogenannte Tannenwedel sowie der Wasserhahnenfuß zu finden. Im November 2006 fand eine Säuberung der Quelle statt, bei der große Mengen bedrohter Pflanzen entfernt wurden.

## Bildergalerie

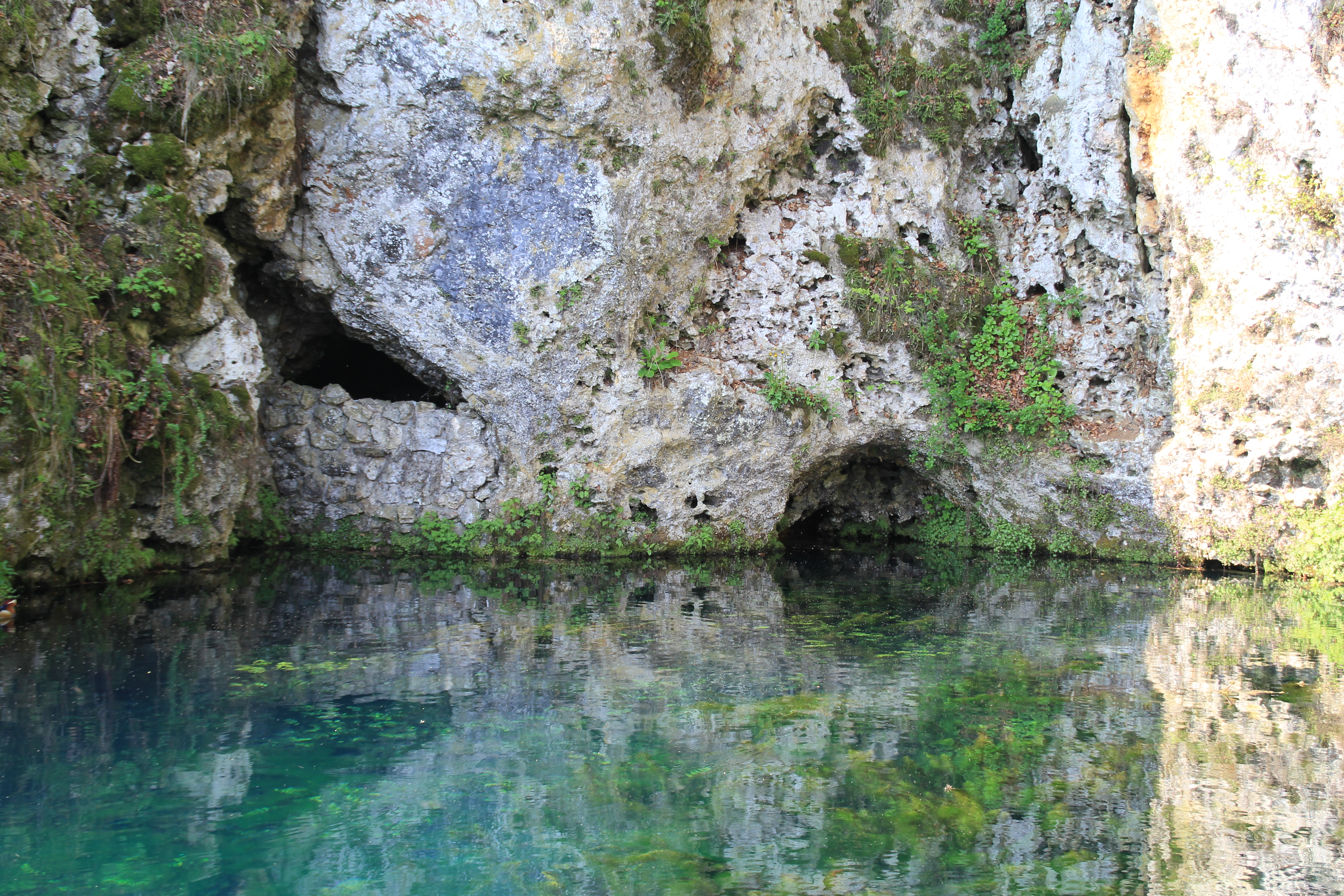
Quellaustritt
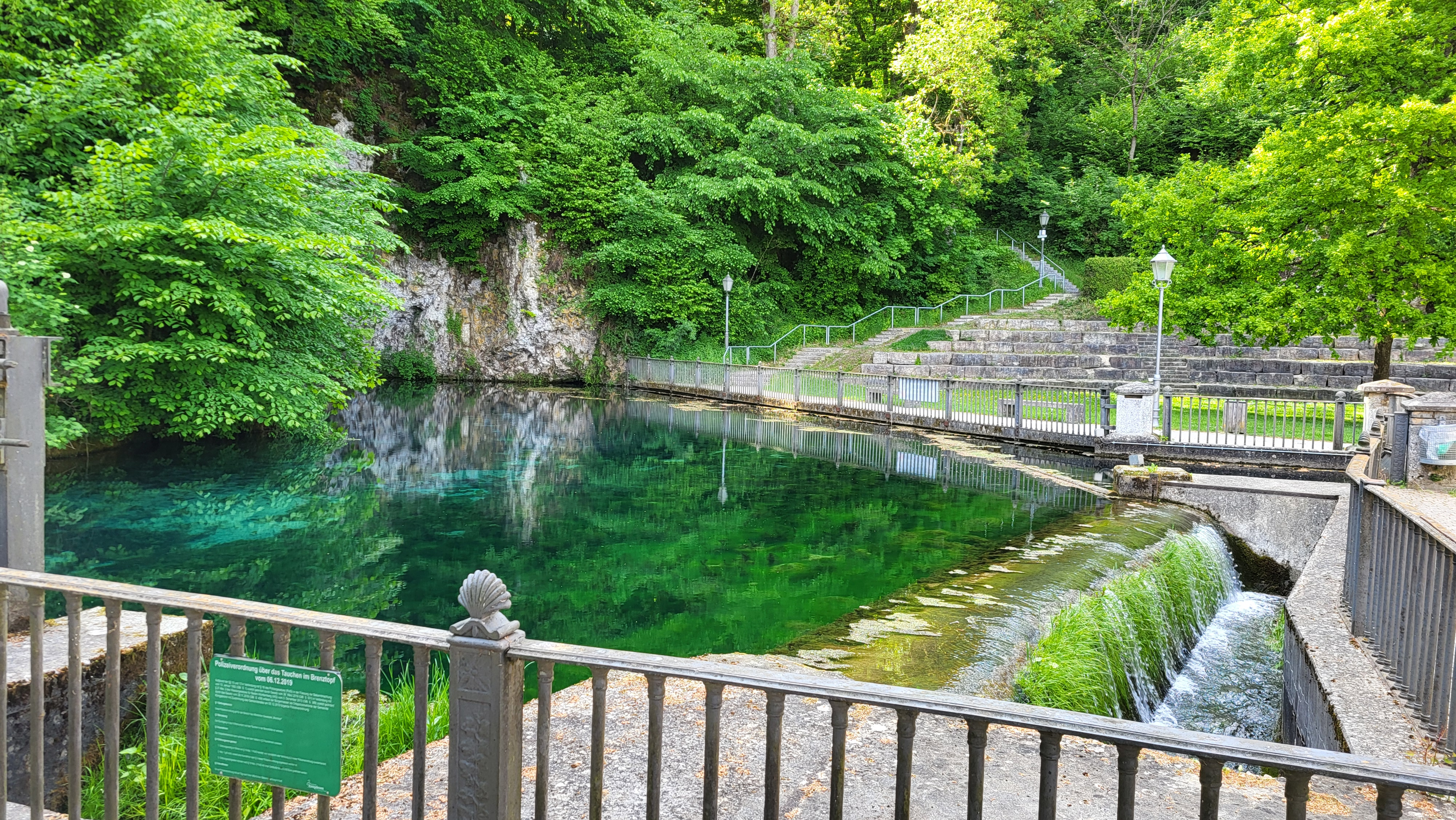
Abfluss der Quelle
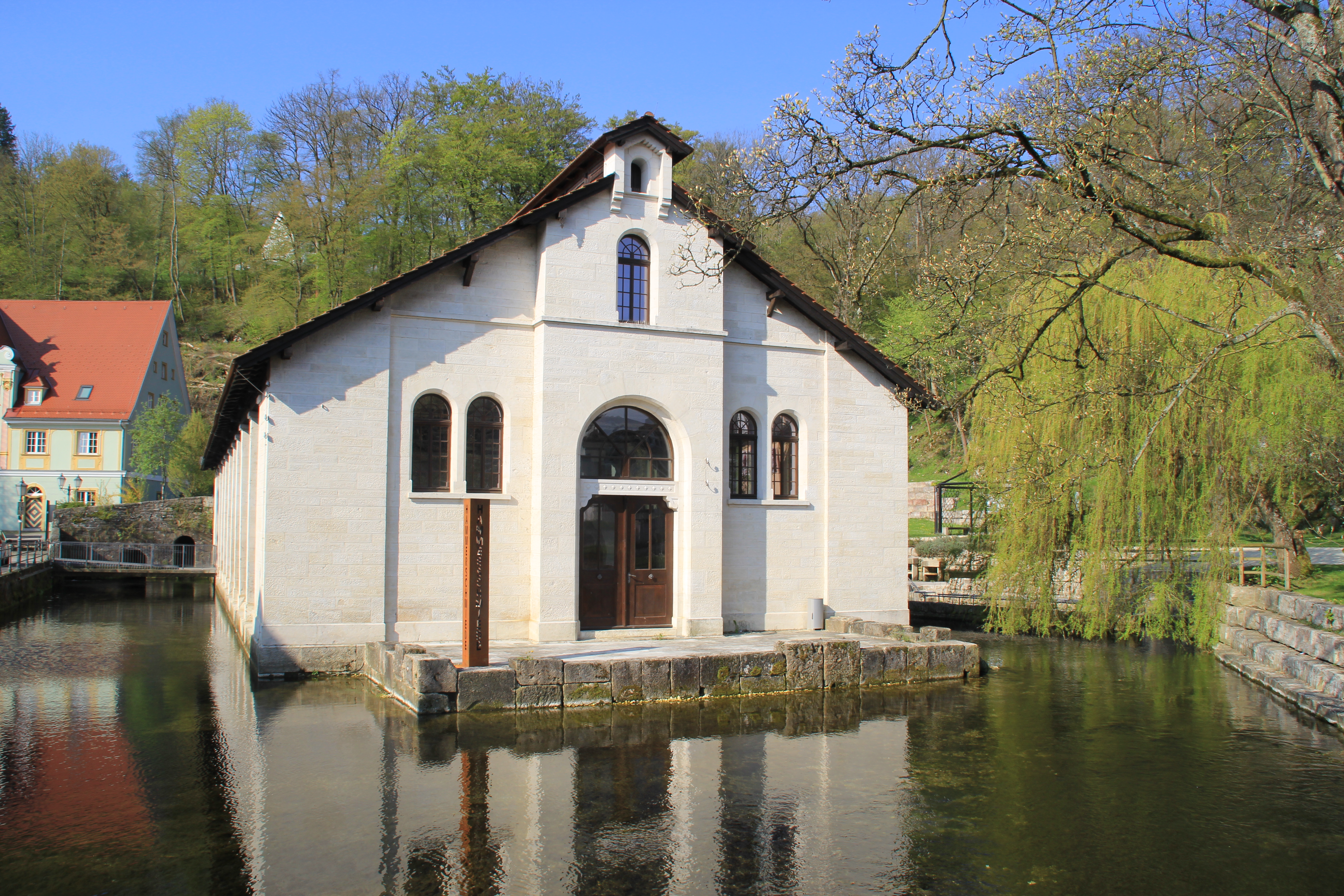
Die alte Hammerschmiede am Brenztopf